# Etykagnostyka
Etykagnostyka ("The 38th album composed by Michel Huygen") is een studioalbum van Michel Huygen, ditmaal uitgebracht onder de naam Neuronium. Het bevat de voor hem gebruikelijke elektronische muziek in combinatie met ambient, hier en daar ondersteund door sequencer. Huygen hield zelf alles in de hand, muziek en hoesontwerp zijn van hem. Het is opgenomen in de privégeluidsstudio Neuronium te Barcelona, woonplaats van Huygen. 

## Musici
Michel Huygen bespeelt alle muziekinstrumenten; hij bespeelde dankzij Manikin Electronics in Berlijn bij dit album voor het eerst de memotron.

## Tracklist
Allen van Huygen

| Nr. | Titel                         | Duur   |
| --- | ----------------------------- | ------ |
| 1.  | Wraith of faith               | 4:42   |
| 2.  | Cosmoscape                    | 3:54   |
| 3.  | Mon sang chavire              | 7:47   |
| 4.  | Inflected passion             | 5:02   |
| 5.  | Mellomoog runaway             | 6:07   |
| 6.  | Keep away from the rat singer | 5:54   |
| 7.  | Éthique agnostique            | 29 :01 |

Mellomoog is een samentrekking van mellotron en moog.